# Allée Yvette-Guilbert
L'allée Yvette-Guilbert est une voie du 17e arrondissement de Paris

## Situation et accès
L'allée Yvette Guilbert se situe dans le nouveau quartier Clichy-Batignolles, près du square des Batignolles et du parc Martin Luther-King. Elle est desservie par la station Pont-Cardinet de la ligne de métro 14.

## Origine du nom

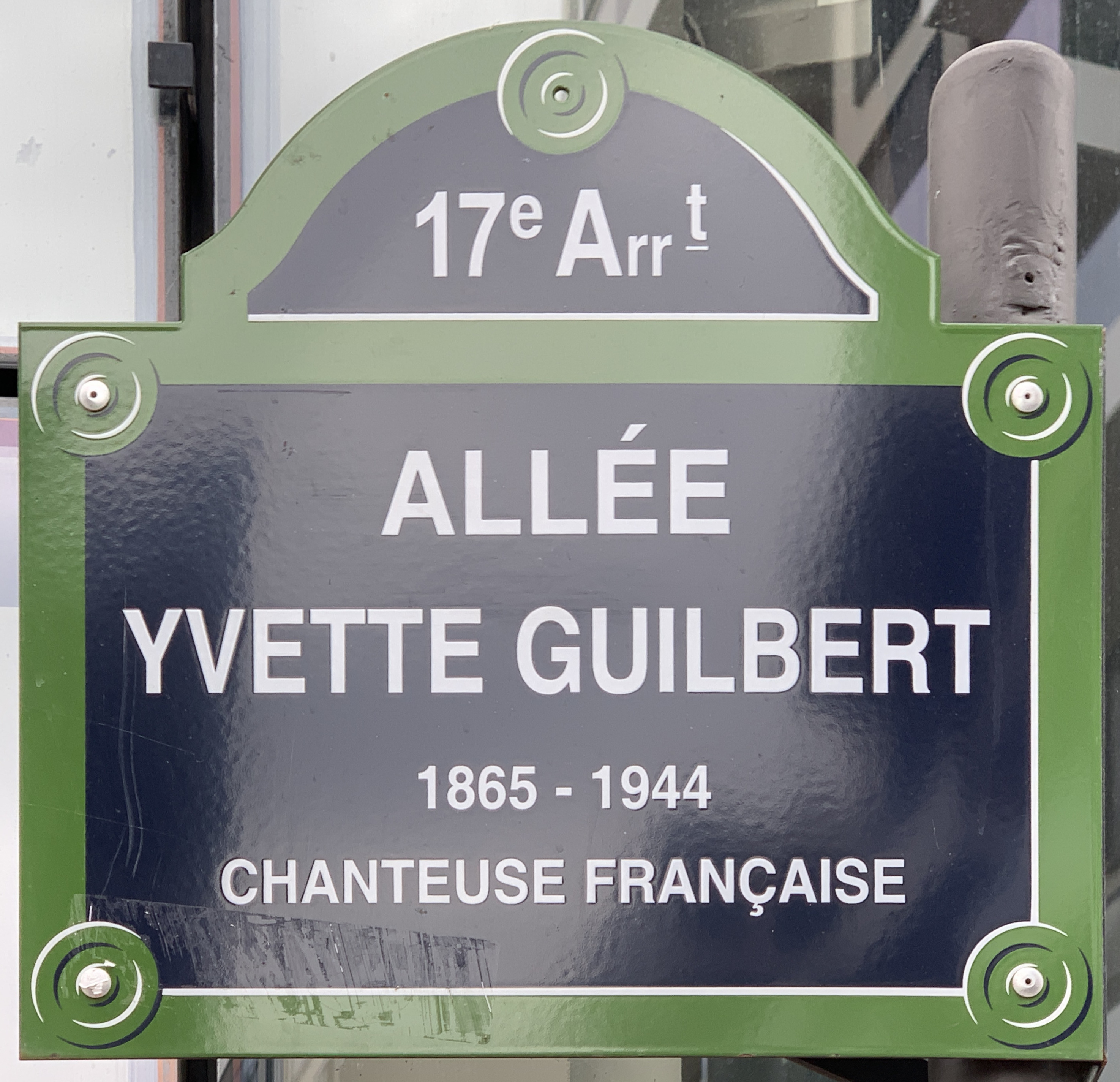
Plaque de l'allée.

Elle est nommée en la mémoire de la chanteuse et autrice Yvette Guilbert (1865-1944).

## Historique
L'allée a été créée et a pris sa dénomination actuelle en février 2018.
Elle accueille notamment une résidence étudiante et est aujourd'hui un espace créatif majeur pour les habitants du quartier.

## Bâtiments remarquables et lieux de mémoire
- L'allée est proche de l'allée Barbara, à laquelle on compare souvent Yvette Guilbert[4].
- Le parc Clichy-Batignolles Martin-Luther-King et le square des Batignolles se situent à proximité de l'allée.